# Suzuki GZ 125 Marauder
Bei der Suzuki GZ 125 Marauder handelt es sich um ein Leichtkraftrad der Marke Suzuki. Es wurde von der zweizylindrigen Maschine Suzuki Intruder 125 LC abgelöst und wird nicht mehr produziert. Es kann leicht auf 80 km/h gedrosselt werden und eignet sich somit als Anfängermotorrad. Gebaut wurde es von 1998 bis 2004, fand aber keine größere Verbreitung.